# Melpomene xiphopteroides
Melpomene xiphopteroides är en stensöteväxtart som först beskrevs av Frederik Michael Liebmann, och fick sitt nu gällande namn av Alan Reid Smith och R. C. Moran. Melpomene xiphopteroides ingår i släktet Melpomene och familjen Polypodiaceae. Utöver nominatformen finns också underarten M. x. acrodontia.